# Sarah McTernan

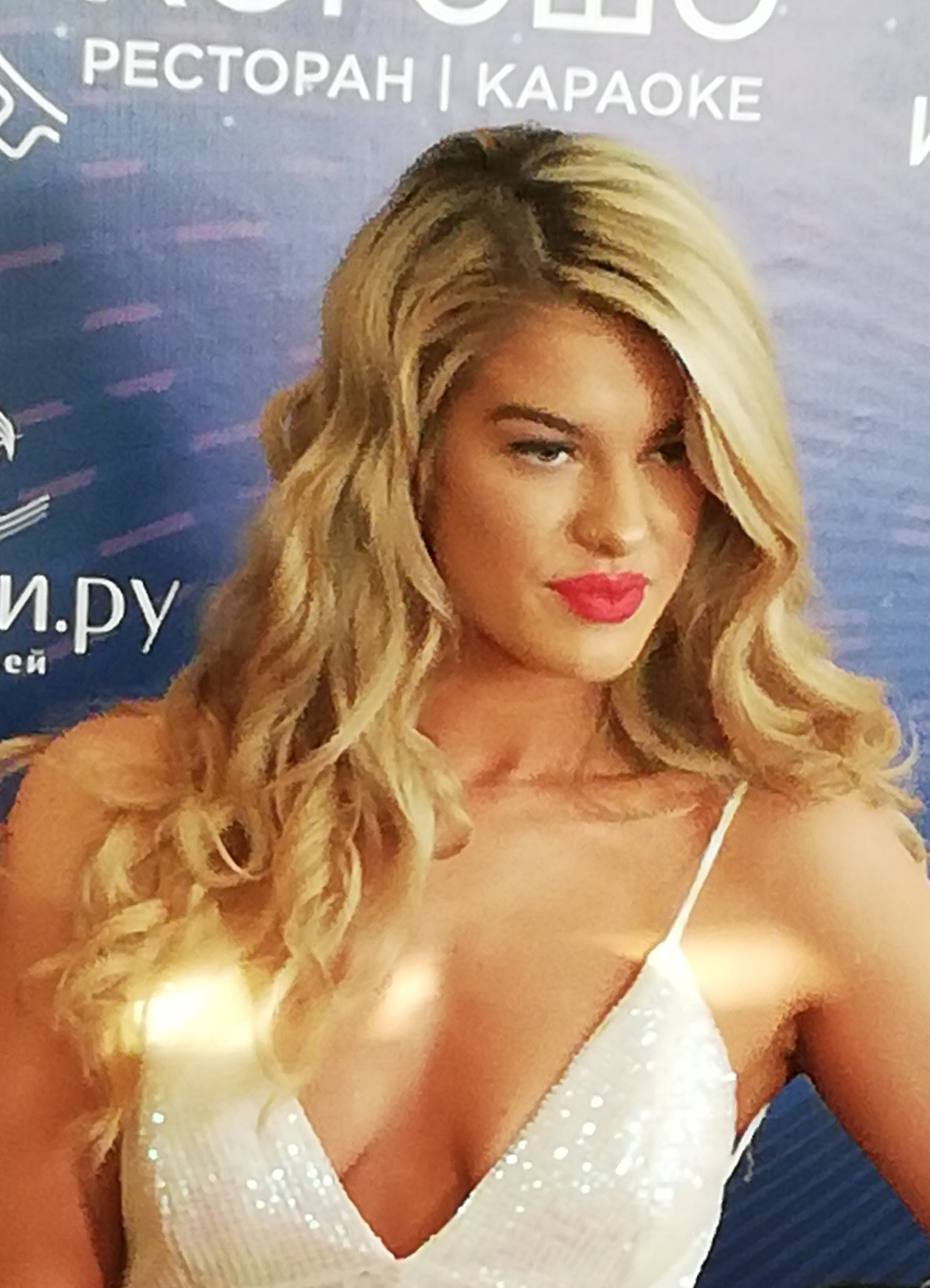
Sarah McTernan (2019)

Sarah McTernan (* 11. März 1994 in Scarriff) ist eine irische Sängerin.

## Leben
Sarah McTernan studierte Gesang und Tanz an der University of Limerick. Ihr Debüt in der Musikwelt war im November 2014 mit ihrem Auftritt in der vierten Staffel der Talentshow The Voice of Ireland. Im Finale am 26. April 2015 erreichte sie den dritten Platz.
Die nationale Rundfunkanstalt RTÉ wählte Sarah McTernan als Teilnehmerin Irlands für den 64. Eurovision Song Contest aus. Sie schied bei der Veranstaltung in Tel Aviv mit dem Lied „22“ im Halbfinale aus.

## Diskografie
Singles
- 2016: Eye of the Storm
- 2019: 22
- 2021: Loving You (mit HalfTraxx)